# Under Satanæ
Under Satanæ è una compilation del gruppo musicale gothic metal portoghese Moonspell, pubblicata nel 2007 dalla Steamhammer/SPV.

## Il disco
Trattasi di brani degli esordi riarrangiati e risuonati per l'occasione (eccetto la traccia numero 6). Il titolo deriva dall'unione di quello del primo EP (Under the Moonspell) e del primo demo della band: Anno Satanæ. Difatti i brani provengono da entrambe le pubblicazioni, l'ultima (Serpent Angel) dal promo del 1992.
Nella specifico:
1994 - Under the Moonspell (1-6)
1993 - Anno Satanæ (7-9)

## Tracce
1. Halla alle halla al rabka halla (Praeludium / Incantatum Solstitium) (instrumental) – 2:18
2. Tenebrarum Oratorium (Andamento I / Erudit Compendyum) – 6:23
3. Interludium / Incantatum Oequinoctium (instrumental) – 1:33
4. Tenebrarum Oratorium (Andamento II / Erotic Compendyum) – 6:15
5. Opus Diabolicum (Andamento III / Instrumental Compendyum) – 5:08
6. Chorai Lusitânia! (Epilogus / Incantatam Maresia) (instrumental) – 1:50
7. Goat on Fire – 6:34
8. Ancient Winter Goddess – 6:08
9. Wolves from the Fog – 7:03
10. Serpent Angel – 7:13

## Formazione

### Gruppo
- Lansuyar (Fernando Ribeiro) – voce
- Nisroth (Miguel Gaspar) – batteria
- Passionis (Pedro Paixão) – tastiere
- Morning Blade (Ricardo Amorim) – chitarra
- Ahriman (Aires Pereira) – basso

### Altri musicisti
- Tanngrisnir (Jorge Fonseca) – chitarra (Chorai Lusitânia! (Epilogus / Incantatam Maresia))
- Carmen Susana Simões – voce addizionale